# 東京都北区幼女殺害事件
東京都北区幼女殺害事件（とうきょうときたくようじょさつがいじけん）とは、1979年（昭和54年）7月28日に起こった殺人事件である。

## 概要
1979年（昭和54年）7月28日夜、東京都北区でS（当時42歳）は、パチンコ店から付いてきた顔見知りの幼女（当時3歳）を自宅のアパートに連れ込んで、わいせつ行為をした。幼女が帰ると泣き叫んだため、首を絞めて殺害し、遺体を近所のマンションの植え込みに遺棄した。
同日夜、幼女が帰宅しないことに心配した家族が付近を捜すとともに警察に通報。やがて幼女の遺体が発見されたことから殺人事件として滝野川警察署に捜査本部が設けられて捜査が開始された。すると、近所の聞き込みで、Sが日頃から幼い女の子にいたずらしていることを聞きつけた。9月9日、捜査本部はSに任意同行を求め事情聴取したところ、同日中に幼女の殺害を認めたため逮捕した。

## 裁判
犯人Sは1959年に山口県で7歳の幼女に乱暴した上に殺害して無期懲役判決が下されていたが、1974年に仮釈放となっていた。
- 1981年3月16日、東京地裁はSに死刑を言い渡した[4]。
- 1985年9月17日、東京高裁は一審を支持してSの控訴を棄却[4]。
- 1992年2月18日、最高裁第三小法廷はSの上告を棄却して死刑が確定した[4][2]。
- 1999年9月10日、東京拘置所で死刑執行（62歳没）[5]。
  - 同日にはこの事件と同様に殺人事件で無期懲役刑に処され、仮出所後に再び殺人事件を起こして、1992年に死刑が確定した2人の死刑囚（福島女性飲食店経営者殺害事件・熊本母娘殺害事件の各死刑囚）にも刑が執行された[5]。1999年9月1日、福岡市の死刑廃止運動団体「死刑廃止・たんぽぽの会」代表が、東京、福岡の拘置所長と仙台拘置支所長を相手取り、これら3人を含む4人の人身保護請求を福岡地裁に申し立てた[6]が、9月8日に棄却する決定が出ていた[5]。